# ウルトラキャッツ
ウルトラキャッツ（Ultra Cats）は、日本のバラエティ番組『ウッチャンナンチャンのウリナリ!!』（日本テレビ系列）から生まれた4人組のダンスボーカルユニット（ウリナリからデビューした最後のユニット）。韓国出身の女性歌手・ジニーがメインボーカルを務めた。

## メンバー
- ジニー・リー - メインボーカル
- ウチムラ（内村光良）- リーダー、コーラス
- オオタケ（大竹一樹） - コーラス
- ウド（ウド鈴木） - コーラス

## 概要
- 「歌手になりたい」というジニーの熱い思いを受け、同番組の「ポケットビスケッツ」で成功した経験のある内村が立ち上げたユニット。「ジニーを空高く、打ち上げるぞぉ～！」と言う内村の言葉で始まった。結成当初は、ジニー・内村・ウドの3人であったが、ポケビとの差別化をはかるためと、カラオケに行った時に大竹の歌がうまかったということで、マネージャーという立場であった大竹がメンバーに加入した。
- なお、活動初期の個人名（ブラボー内村、カポネ大竹、アミーゴウド）はウリナリ芸能人社交ダンス部に由来する。
- 2001年10月、バレーボール世界一決定戦「World Grand Champions Cup 2001 （グラチャン）」テーマソングの座をかけ、ライバルのメモリー南原（南原清隆）率いる「メモリーキャッツ」との対戦を行うも敗戦。ここで一旦日本での活動を諦め、舞台を韓国に移す。勝利したメモリーキャッツはこの後すぐに課せられた試練を乗り越えられず、わずか2ヵ月半で活動停止になった。
- 2001年12月28日に客席数1万人のライブ会場を押さえたウルトラキャッツは、1つでも空席があったらデビュー不可という条件のもと、路上ライブやビラ配りなど地道な宣伝活動を行う。その中で、熱心な地元ファンを獲得したものの1万人のライブ会場を埋めることはできなかった。
- その後、地元ファンとのミーティングで案を募り、お笑いライブへの出演、マスコミへの取材依頼に奔走した。
- そんな中、ウリナリミリオンセラーズ協会で番組アーティストのデビューを管理していた元ブラビの天山（天野ひろゆき）から韓国の人気歌番組の出演オファーを持ちかけられる。「素人として出演し、観客から7割の支持を得られればデビュー」の条件が提示され、9割近い支持を受けこれをクリア。同時に日本でのデビューも約束された。
- 『ウリナリ』の番組終了が決まった時点でデビューが決まっていなかったことから、内村は番組内で不安を漏らしていた。
- 2002年3月12日に東京国際フォーラムで行われた番組最終回イベント「ウリナリ祭り」で、同年3月13日発売のデビューシングル「バレム～願い～」を披露（この様子は同年3月15日・3月22日に放送[1]）。何とか最終回までにデビューすることができた。
- ここまでで『ウリナリ』の放送が終了。中途半端な形で終わらせたくないという内村の希望により、2002年4月から他局であるTBSの『ウルトラ』（東京、岡山／毎週月曜 25:20 - 25:50、放送回によっては『ウルトラC』というタイトルで放送）で活動を再開。デビュー以降、約半年間の活動でCDシングル3枚とアルバム1枚をリリース、2002年9月の番組終了と共に活動を休止した。
- 2002年9月16日にTBSと日本テレビが協力して行ったウルトラキャッツ最初で最後のライブをZepp Tokyoにて開催。この時、リーダーであるウチムラは「1、2年の内に復活する」と宣言していた。
- 活動休止後、ジニーは故郷・韓国で「チェヨン」名義で歌手活動を行なっている。

## ディスコグラフィー
全てソニー・ミュージックエンタテインメントのレーベル・So-ffio RECORDS（現・ソニー・ミュージックレーベルズ）より発売。

### シングル
1. 「バレム～願い～」（2002年3月13日） オリコン20位
  1. バレム ～願い～[3:56]
作詞：ウルトラキャッツ、作曲・編曲：金祐賑
日本テレビ系「ウッチャンナンチャンのウリナリ!!」より
  2. バレム ～願い～ (韓国語Ver.)[3:58]
  3. バレム ～願い～ (Ballade Instrumental Ver.)[3:17]
2. 「空と大地が出会う場所」（2002年6月19日）オリコン27位
  1. 空と大地が出会う場所[4:39]
作詞：渡辺なつみ、作曲：南俊介
  2. gravitation[4:37] 
作詞：BOUNCEBACK、作曲：安部靖広、編曲：ウルトラキャッツ
3. 「天使ノタメイキ」（2002年9月4日）オリコン48位
  1. 天使ノタメイキ[5:15]
作詞：ウド鈴木・石川あゆ子、作曲：大谷靖夫、編曲：勝又隆一
TBS系「新・ウンナンの気分は上々。」エンディングテーマ
  2. ハナタバ[5:13]
作詞：三宅光幸・TARS、作曲：三宅光幸、編曲：吉見

### アルバム
1. 「ウルトラ C」（2002年9月19日）オリコン49位
  1. バレム ～願い～[3:55]
  2. gravitation[4:37]
  3. 空と大地が出会う場所[4:36]
  4. どうせ・・・[4:10]		
作詞：大竹一樹・岡嶋美紀子、作曲：菊池達也、編曲：百石
  5. 二人の時間[5:33]			
作詞：内村光良・石川あゆ子、作曲：林達志、編曲：見良津健雄
  6. 天使ノタメイキ[5:14]
  7. ハナタバ[5:13]
  8. バレム ～願い～ (韓国語Ver.)[3:53]

## 主な出演

### テレビ
- ウッチャンナンチャンのウリナリ!!（日本テレビ系）
- ウルトラC（2002年4月1日～9月30日：全24回、TBS）
- HEY!HEY!HEY! MUSIC CHAMP（2002年4月1日、フジテレビ系）
- POP JAM（2002年4月6日、NHK総合）
- CDTV-Neo（2002年4月12日、TBS系）
- 関口宏の東京フレンドパークII（2002年6月10日、TBS系）
- うたばん（2002年6月27日、TBS系）
- CDTV（2002年6月29日、TBS系）

### ラジオ
- 木曜Junk さまぁ〜ずの逆にアレだろ（2002年6月20日、TBSラジオ）